# Baile del hilo dental
El baile del hilo dental, también llamado danza del hilo dental o sencillamente baile del hilo (del inglés floss) es un movimiento de baile en el que una persona balancea repetidamente sus brazos, con los puños cerrados, desde la parte posterior de su cuerpo hacia el frente, a cada lado.

## Etimología

Realización básica del baile del hilo dental

El nombre proviene de los movimientos en sí mismos, que involucran "una gran cantidad de movimientos rápidos de brazos y caderas, como si se utilizara una enorme pieza invisible de hilo dental".

## Popularidad
Los videos del baile en las redes sociales se volvieron virales después de que Russell Horning (más tarde denominado "Backpack Kid") lo realizara durante una actuación en vivo de Saturday Night Live de la canción "Swish Swish" de Katy Perry, en mayo del año 2017. Desde entonces se ha convertido en una tendencia entre los niños y adolescentes, y ha sido realizada por celebridades en videos. El baile del hilo también aparece en Universal Kids, Disney XD y Disney Channel. Antes de 2017, el movimiento de baile ha aparecido en varios videos de YouTube, el más antiguo de los cuales data de octubre del año 2010.
El baile del hilo dental se presenta en el videojuego de 2017, Fortnite: Batalla Real de Epic Games, como un "emote" de danza por tiempo limitado como recompensa del Battle Season 2 que los personajes pueden realizar mientras juegan. El baile hilo dental es muy popular en las escuelas, debido a Fortnite, aumentando la popularidad, junto con los otros "emotes".

## Controversias
En diciembre de 2018, la madre de Horning presentó una demanda contra Epic Games por infracción de derechos de autor del baile como emote, la tercera Epic similar que había visto. La demanda de Horning contra Epic resultó en que Playground Games eliminara el baile emote en su videojuego de carreras de 2018 Forza Horizon 4 A través de una actualización para evitar posibles litigios contra ellos.
La danza del hilo dental fue prohibida en la Escuela Ilfracombe Junior en Devon, Inglaterra. La decisión se tomó debido a sus asociaciones negativas percibidas con temas de violencia y acoso.